# Afromevesia flavissima
Afromevesia flavissima là một loài tò vò trong họ Ichneumonidae.